# Agrypnus mustellinus
Agrypnus mustellinus is een keversoort uit de familie kniptorren (Elateridae). De wetenschappelijke naam van de soort is voor het eerst geldig gepubliceerd in 1840 door Germar.